# Dieter Rampl
Dieter Rampl (Monaco di Baviera, 5 settembre 1947) è un banchiere tedesco.
Laureato inizialmente nel 1968 in Bankkaufmann, proseguì gli studi in amministrazione degli affari durante i primi anni di lavoro. Dopo aver lavorato in commercio estero e corporate banking a Ginevra, Monaco e New York, diventò nel 1983 direttore per il nord America di Banca BHF.
Nel 1994 tornò ad essere a capo del corporate banking e nel 1995 entrò nel consiglio di amministrazione. Dopo la fusione con la  Bayerische Hypo- und Vereinsbank Aktiengesellschaft nel 1998 diventò Direttore del settore corporate.
Fra l'inizio del 2003 e la fine del 2005, fu portavoce del consiglio di amministrazione della Bayerische Hypo- und Vereinsbank Aktiengesellschaft. Nel maggio 2005 ricevette la richiesta di fusione con il gruppo italiano UniCredit.
Dal 2006 al 2012 è stato presidente del gruppo UniCredit.
Ad oggi è presidente del consiglio di supervisione della borsa valori di Monaco. Dal 21 al 30 settembre 2010 è stato amministratore delegato ad interim del gruppo Unicredit, in seguito alle dimissioni del precedente AD Alessandro Profumo e fino alla nomina del suo successore Federico Ghizzoni.